# Pittston (Maine)
Pittston es un pueblo ubicado en el condado de Kennebec en el estado estadounidense de Maine. En el Censo de 2010 tenía una población de 2.666 habitantes y una densidad poblacional de 30,79 personas por km².

## Geografía
Pittston se encuentra ubicado en las coordenadas 44°10′46″N 69°42′14″O / 44.17944, -69.70389. Según la Oficina del Censo de los Estados Unidos, Pittston tiene una superficie total de 86.6 km², de la cual 83.31 km² corresponden a tierra firme y (3.8%) 3.29 km² es agua.

## Demografía
Según el censo de 2010, había 2.666 personas residiendo en Pittston. La densidad de población era de 30,79 hab./km². De los 2.666 habitantes, Pittston estaba compuesto por el 96.36% blancos, el 0.34% eran afroamericanos, el 0.9% eran amerindios, el 0.41% eran asiáticos, el 0% eran isleños del Pacífico, el 0.19% eran de otras razas y el 1.8% pertenecían a dos o más razas. Del total de la población el 0.71% eran hispanos o latinos de cualquier raza.